# Ernest Wilson
Pour les articles homonymes, voir Wilson.
Pour le botaniste britannique, voir Ernest Henry Wilson
Pour les articles homonymes, voir Wilson.
Ernest Wilson (aussi connu sous les noms de Fitzroy Wilson, Shark Wilson ou King Sharkest), né le 	
18 novembre 1951 dans la paroisse de Clarendon en Jamaïque et mort le 2 novembre 2021 à Kingston, est un chanteur jamaïcain de reggae, ayant appartenu à la formation The Clarendonians pour Studio One. Il a également enregistré pour Channel One.

## Biographie
Ernest Wilson a fait des chœurs pour Beres Hammond, Inner Circle, Jimmy Reid, Jimmy Riley, Johnny Osbourne et Kiddus I. Il est également multi-instrumentiste, ayant joué du piano sur l'album Umoja en tant que membre des DEB Music Players, de la basse sur Cool Ruler de Gregory Isaacs, et de la guitare sur plusieurs morceaux, dont certains de Tinga Stewart et Kiddus I.
En dépit d'un talent certain et d'une voix puissante, il n'a pas bénéficié comme d'autres vétérans d'un regain de popularité grâce au renouveau roots des années 2000.
En 2011, il participe à la refonte du riddim de son titre I Know Myself en réenregistrant le titre pour le label Heartical, ce qu'il avait déjà fait au début des années 1980, puis en 2000 avec U Roy.

## Discographie

### Singles
- Why Oh Why (Studio One)
- Undying Love (Studio One)
- Money Worries (Studio One)
- Story Book Children
- My Elusive Dreams (Randy's)
- Pick Them Up
- Let True Love Be
- Just Once In My Life (avec Freddie McGregor)
- If I were a Carpenter
- Let Them Talk
- Private Number (Crab)
- It's A Lie (Crab)
- Come In (Techniques)
- Ain't No Love (Techniques)
- I Know Myself (Channel One)
- Truths & Rights (Hawkeye)
- Don't Leave me Now (Tuff Gong)
- Know Yourself (avec U Roy) (Belleville Hill)
- It's So Good (Saxon dubplate)
- Let True Love Be
- Still Love You
- This is it/Dub

### Albums
- 1986 : Love Revolution (Natty Congo)
- 1987 : Promise Me (Techniques)
- 1992 : Undying Love (VP)
- 2007 : Still Love You (Love Injection)